# Judith M. Bennett
Judith MacKenzie Bennett é uma historiadora americana, professora emérita de História e titular da Cátedra John R. Hubbard de História Britânica na Universidade do Sul da Califórnia. Sua produção acadêmica e atuação docente concentram-se na Europa medieval, com ênfase em estudos de gênero, História das mulheres e nas experiências dos camponeses rurais.

## Carreira e pesquisa
Bennett iniciou seus estudos no Mount Holyoke College, em Massachusetts, e posteriormente concluiu o mestrado e o doutorado em Estudos Medievais na Universidade de Toronto, obtendo o título de doutora em 1981. Após isso, atuou como professora na Universidade da Carolina do Norte em Chapel Hill entre 1981 e 2005, até se transferir para a Universidade do Sul da Califórnia.
Ela publicou amplamente sobre a história da Inglaterra no final da Idade Média, com destaque para a história das mulheres e abordagens feministas à história medieval. É autora e organizadora de nove livros e de mais de 30 artigos e capítulos sobre mulheres medievais, o trabalho feminino e a história feminista, além de ter escrito um dos manuais mais utilizados sobre o período, Medieval Europe: A Short History (McGraw Hill). Seu livro de 1996, Ale, Beer, and Brewsters in England: Women's Work in a Changing World, 1300-1600, continua sendo uma das poucas obras a tratar da transição da atividade da fabricação de cerveja das mãos femininas para as masculinas. Em seu influente livro de 2006, History Matters: Patriarchy and the Challenge of Feminism, Bennett defende a importância das abordagens feministas na escrita da história e destaca o papel das perspectivas de longa duração (longue durée) para a compreensão do que ela chama de “equilíbrio patriarcal”, uma condição caracterizada pela persistente desigualdade entre os gêneros, na qual o status das mulheres, apesar das mudanças históricas, mantém-se estruturalmente inferior ao dos homens.

## Links externos
- https://usc.academia.edu/JudithBennett